# 1794 Finsen
1794 Finsen è un asteroide della fascia principale del diametro medio di circa 37,31 km. Scoperto nel 1970, presenta un'orbita caratterizzata da un semiasse maggiore pari a 3,1286859 UA e da un'eccentricità di 0,1551785, inclinata di 14,50675° rispetto all'eclittica.
L'asteroide è dedicato all'astronomo sudafricano William Stephen Finsen.